# Alpbyn
Alpbyn (finska Alppikylä) är ett bostadsområde österut från Tattarmossen i stadsdelen Storskog i Helsingfors stad i Finland. Området ligger på västra sidan av Lahtisleden, nära Helsingfors-Malm flygplats.
Den nuvarande bebyggelsen härstammar till största delen från ett bostadsprojekt som pågår 2011–2016, där Alphyddan bebyggs med höghus och tätbyggda småhus. Området byggs för 2 000 invånare. Redan tidigare var området delvis bebyggt med trähus med stora trädgårdar.
Området har fått sitt namn av att folk associerade den kuperade terrängen med Alperna: den gamla landsvägen norrut från Helsingfors slingrade sid förbi ett högt berg (Jakobacka) vid vars fot fanns en by som började kallas Alpbyn.